# Hans-Joachim Queisser
Hans-Joachim Queisser (Berlim, 6 de julho de 1931 – 27 de junho de 2025) foi um físico alemão.

## Educação e carreira
Queisser nasceu em Berlim e seu pai era engenheiro mecânico da Siemens. Em 1928, ele viajou para os Estados Unidos para trabalhar em usinas de energia e pediu à noiva que se juntasse a ele. Ela queria voltar para a Alemanha, e Hans Joachim nasceu logo após seu retorno em 1931, em Berlim. Ele estava em Dresden durante o ataque aéreo em 1945 e afirma que sobreviveu "por pouco".  Seu pai foi enviado para a União Soviética após a guerra, e Queisser queria entrar na Universidade de Berlim por meio de um programa de aprendizado e trabalhar como técnico em um instituto de pesquisa em Berlim. No entanto, ele se candidatou a uma bolsa de estudos nos Estados Unidos e foi aceito na Universidade do Kansas em 1951 e 1952. Ele retornou à Alemanha e obteve seu Ph.D. em física na Universidade de Göttingen em 1958 sob a supervisão de Rudolf Hilsch.
Depois de se formar em Göttingen, Queisser aceitou um emprego na Shockley Transistor Corporation em Mountain View, Califórnia, onde trabalhou com crescimento de cristais, epitaxia, difusão, defeitos de rede, propriedades de junção e células solares. Durante esse tempo, ele e Shockley calcularam a eficiência teórica máxima das células solares de silício em cerca de 31%. Ele e seu colega de trabalho Richard Finch identificaram falhas de empilhamento induzidas por oxigênio e alcançaram a primeira microscopia eletrônica de transmissão em semicondutores com J. Washburn e G. Thomas na UC Berkeley. 

Queisser deixou Shockley para a Bell Labs em 1964, trabalhando em arseneto de gálio para optoeletrônica. Durante esse tempo, ele inventou um diodo luminescente de alta potência, um diodo emissor de luz infravermelha (LED) que agora forma a base de quase todos os dispositivos de controle remoto domésticos. As modificações do design básico representam praticamente todos os LEDs existentes hoje. Em 1966, ele deixou Bell para se tornar professor na Universidade de Frankfurt. Em 1970, tornou-se diretor fundador do Instituto Max Planck de Pesquisa do Estado Sólido em Stuttgart. Ele atuou nessa função até sua aposentadoria em 1998.